# سانتا ماریا از میراکولی و سانتا ماریا در مونتسانتو

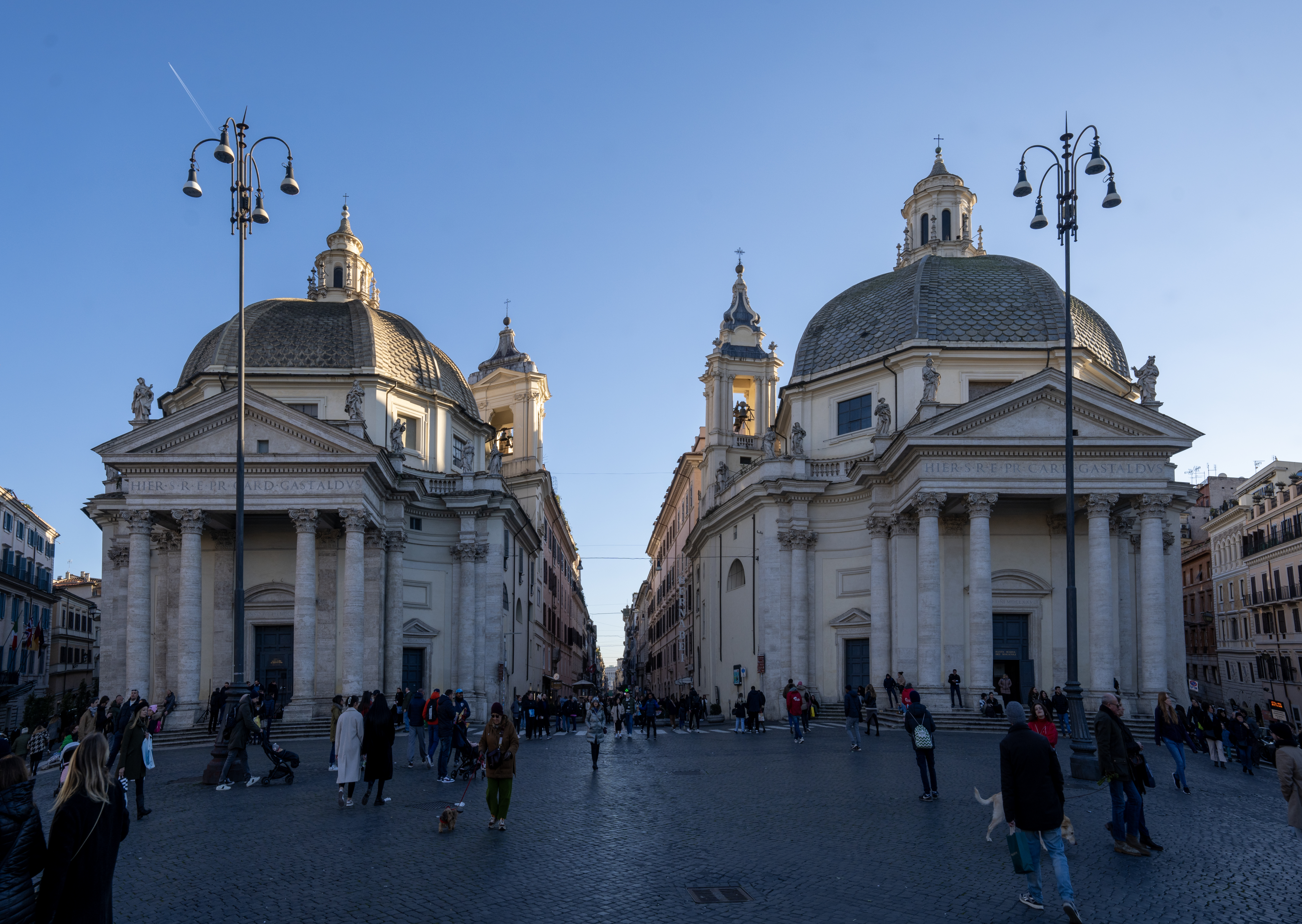
کلیساهای «دوقلو» سانتا ماریا در مونتسانتو (سمت چپ) و سانتا ماریا از میراکولی (راست)، آنگونه که از سمت میدان میدان پوپولو دیده می‌شوند. بین دو کلیسا خیابان خیابان دل‌کورسو آغاز می‌شود. این دو عمارت اگرچه بسیار شبیه به هم هستند، اما تفاوت‌هایی در این تصویر در دو ناقوس کوچک و در دو گنبد دیده می‌شود (که از تعداد پنجره‌های بخش سه‌گوش سردرب هر کلیسا قابل مشاهده است).

سانتا ماریا از میراکولی و سانتا ماریا در مونتسانتو (انگلیسی: Santa Maria dei Miracoli and Santa Maria in Montesanto) نام دو کلیسای مجاور هم در شهر رم است. این دو کلیسا در میدان پوپولو واقع شده‌اند و به آنها کلیساهای دوقلو می‌گویند. منشأ این دو کلیسا به بازسازی‌های قرن هفدهمی بازمی‌گردد که ورودی اصلی قرون وسطایی و رنسانس به شهر رم بودند. پاپ الکساندر هفتم طراحی بناهای بزرگی در ورودی خیابان دل‌کورسو را به معمار ایتالیایی کارلو رائینالدی سفارش داد. این طراحی، شامل دو کلیسا با پلان‌های مرکزی بود، اما شکل‌های ناسازگاری که در دو قطعه‌زمین موجود برای ساخت‌وساز وجود داشت، تغییرات و تعدیل‌های زیادی را در پروژه ایجاد کرد. هزینهٔ ساخت این دو کلیسا توسط کاردینال «جیرولامو گاستالدی» تأمین شد. با آنکه طرح اولیهٔ این ساختمان توسط از کارلو رائینالدی بود، اما نقشه‌های ساختمان توسط جان لورنتسو برنینی مورد بازنگری و اصلاح قرار گرفت و سرانجام توسط کارلو فونتانا تکمیل شد. در داخل ساختمان، گچ‌بری‌های فراوانی اثر آنتونیو راجی دیده می‌شود. نیم تنه‌های برنزی اثر جیرولامو لوچنتی است.